# Jakob von der Kuhlen

Jakob von der Kuhlen

Johann Jakob von der Kuhlen (* 12. April 1777 in Meiderich (Rheinland); † 15. April 1862 in Drechen bei Hamm) war ein deutscher evangelischer Theologe und Präses der Märkischen Gesamtsynode.

## Leben
Jakob von der Kuhlen kam als Sohn des Pfarrers Johann Jakob Arnold von der Kuhlen und Anna Margarete Wurm zur Welt. Nach dem Besuch des Gymnasiums in Duisburg immatrikulierte er sich 1795 an der dortigen Universität zum Studium der Theologie.
Nach bestandenen Examina wurde von der Kuhlen 1801 Hilfsprediger in Herringen, danach Adjunkt und empfing dort am 14. April 1802 die Ordination zum Geistlichen Amt. Als Pfarrer betreute er dann die Gemeinde in Herringen noch bis 1836 und übte währenddessen zahlreiche weitere Tätigkeiten aus: Zwischen 1820 und 1823 sowie 1826 und 1829 war er Superintendent des Kirchenkreises Hamm und in den Jahren 1834 und 1835 als Präses Leiter der Märkischen Gesamtsynode in der altpreußischen Kirchenprovinz Westfalen.
Im Jahre 1836 wechselte er auf die Pfarrstelle in Drechen. Am 31. Oktober 1853 trat er in den Ruhestand.
Seit dem 22. September 1802 war von der Kuhlen mit der Pfarrerstochter Friederike Engels († 1834) verheiratet.
Nach ihm wurden in Herringen die Von-der-Kuhlen Straße benannt.